# RT (medij)
RT (do 2009 znan kot Russia Today) je ruski državni mednarodni medij, ki ga financira ruska vlada. RT upravlja plačljive in brezplačne TV kanale ter spletno stran v ruskem, angleškem, španskem, francoskem, nemškem, arabskem, portugalskem in srbskem jeziku. 
RT je en izmed najpomembnejših virov ruske propagande, dezinformacij in teorij zarot za mednarodna občinstva. Med rusko-gruzijsko vojno leta 2008 je glavna urednica RT izjavila, da bije informacijsko vojno s celotnim zahodnim svetom. Med pandemijo covida-19 je RT tujim občinstvom širil proticepilsko retoriko in dezinfomacije, kar je bilo v nasprotju z rusko vladno retoriko za domača občinstva. Poročanje RT najpogosteje skuša ustvariti negativno sliko zahodnega sveta (in Rusijo kot podcenjeno nasprotnico tem slabostim), bralcu ustvariti vtis, da resnice ni mogoče odkriti oz. da so vse »resnice« enakovredne ter vzbuditi nezaupanje do zahodnih medijev.
Po ruski okupaciji Krima leta 2014 in začetku rusko-ukrajinske vojne je bil RT blokiran v Ukrajini, iz istega razloga leta 2020 v Latviji in Litvi, od leta 2022 pa v celotni EU, Združenem kraljestvu in Kanadi zaradi širjenja dezinformacij o ruski invaziji na Ukrajino. ZDA so RT pri identificirale kot ključni del ruskega vojnega stroja. Kanali medija so leta 2022 bili prav tako odstranjeni s strani različnih družbenih omrežij in ponudnikov spletnih vsebin. Wikipedija je konsenz o neprimernosti uporabe RT kot vira sprejela leta 2020. Kljub blokadam se propagandana vsebina medija še vedno širi posredno prek tretjih oseb.
Ob ustanovitvi RT leta 2005 je ANO TV-Novosti vložil 30 $ milijonov sredstev za pokritje začetnih stroškov in dodatnih 30 $ milijonov v proračun za prvo leto delovanja. Do leta 2012 je letni proračun narasel na 300 $ milijonov. Putin je 30. oktobra 2012 prepovedal zmanjšanje financiranja RT. Do danes se je letni proračun gibal okoli 300 milijonov ameriških dolarjev, kar RT postavlja na prvo mesto med ruskimi mediji po financiranju. Marca 2022 je kanale RT prenašalo 22 satelitov in 230 operaterjev, kar omogoča doseg približno 700 milijonov gospodinjstev v več kot 100 državah. Poleg glavnih televizijskih kanalov v angleščini RT International, RT UK in RT America, RT oddaja tudi v arabščini Rusiya Al-Yaum, španščini Actualidad RT in dokumentarni kanal RTDoc.